# بیگ شو (فیلم ۱۹۳۶)
«بیگ شو» (انگلیسی: The Big Show) یک فیلم به کارگردانی مک وی. رایت و جوزف کین است که در سال ۱۹۳۶ منتشر شد. از بازیگران آن می‌توان به جین اتری، کی هیوز، و روی راجرز اشاره کرد.